# Dänischer Bürgerkrieg
Als Dänischer Bürgerkrieg wird eine Reihe von blutigen Auseinandersetzungen nach 1131, nach der Ermordung des Herzogs Knud Lavard (1096–1131, von 1114 bis 1130 Jarl und vielleicht auch erster Herzog im späteren Herzogtum Schleswig) im sich festigenden Königreich Dänemark bezeichnet.

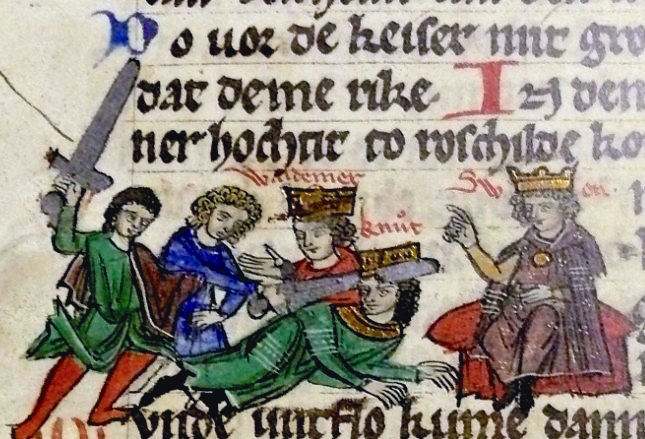
So genanntes Fest von Roskilde

Niels Svensson (auch Nicolás S., um 1064–1134) war von 1104 bis 1134 König von Dänemark. Der erste Abschnitt des Bürgerkriegs dauerte von 1131 bis 1134. Sieger und Thronfolger blieb darin Erik II. Emune. Ihm folgte Erik III. Lam (um 1100–1146) nach. Als dieser kinderlos abdankte, ging es in einem zweiten Abschnitt bis 1157 um dessen Thronnachfolge. Beteiligte in den Kämpfen waren neben verschiedenen Familienclans sich selbst so nennende Knudsgilden.
Danach folgte die Herrschaftszeit von Waldemar I. dem Großen (Valdemar I. den Store; 1131–1182), König ab 1157 bis zum Tod.